# 认知神经科学 (期刊)
认知神经科学是由泰勒-弗朗西斯出版集团所出版的学术期刊。该期刊有同行评审机制，每年会出版四期。 内容为认知神经科学领域的实证和理论文章， 涵盖领域包括感知、注意力、记忆、语言、行动、决策、情感、社会认知和执行功能。期刊的共同主编为萨塞克斯大学的Jamie Ward 和宾夕法尼亚大学的Sharon Thompson-Schill 。 

## 目标和范围
该期刊强调本科和研究生水平的神经科学。目标受众为大专院校神经科学领域的师生、相关领域的临床从业者以及研究人员。
该期刊的格式不同寻常，它可以刊登篇幅较短的文章(最多4000字) ，以使人员可快速在网上进行评论和发表。 它也可以刊登篇幅较长的讨论型和回顾型文章(8000字)，内容是对当前主题进行评价，同时内文也会附上同行评论形式的批判性分析(800字)。 该期刊的目标是在文章被接纳后的7天内于网上发表未经更正的讨论型文章和短篇报告型文章。 此外，该期刊也承诺在文章被接纳后的6周内于网上发表文章的最终形式。

## 摘要和索引
该期刊在以下数据库中建立了索引:
- 期刊引证报告/科学版次
- 神经科学引文索引
- PASCAL 数据库，法国科技資訊研究所（INIST） （页面存档备份，存于）
- PsycINFO 资料库
- 科学引文索引扩展版次
- Scopus 资料库